# Marshall Rosenberg

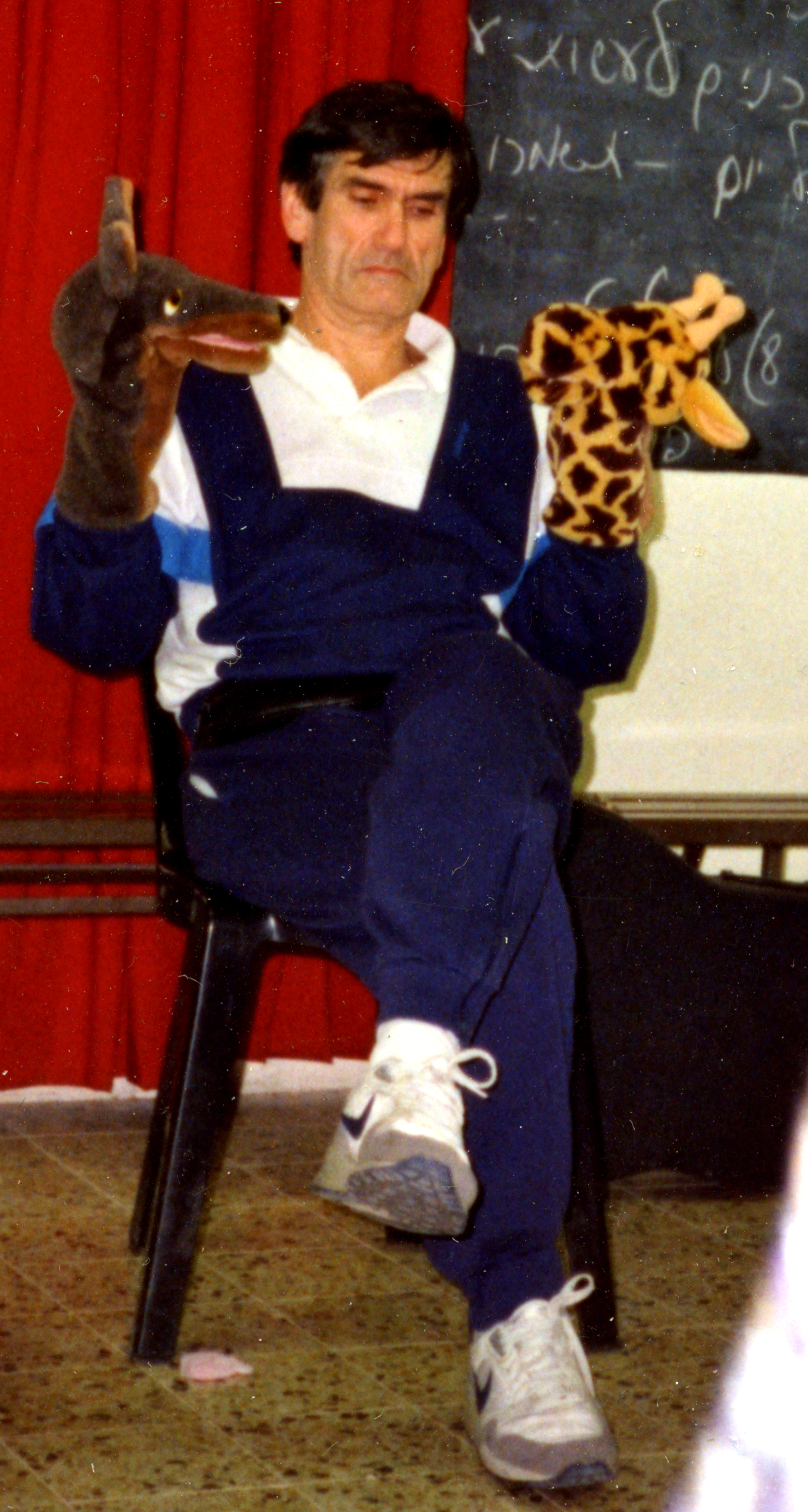
Marshall Rosenberg (1990)

Marshall B. Rosenberg (Canton, Ohio, 6 oktober 1934 – Albuquerque, 7 februari 2015) was een Amerikaanse psycholoog en de ontwerper van het model van geweldloze communicatie (Nonviolent Communication), een wijze van communiceren met jezelf en met anderen, gericht op het tegemoetkomen aan ieders behoeften, het onderscheiden van behoeften en strategieën en het vermijden van moralistische oordelen. Hij was oprichter en directeur educatie van het internationale Center for Nonviolent Communication.
Rosenberg werd in 1934 in Canton (Ohio) geboren als zoon van Fred Rosenberg en Jean Weiner. De familie verhuisde naar Detroit (Michigan) in 1943, een week voor het begin van de rassenrellen die zijn latere werk mede inspireerden. Hij overleed in zijn huis op 7 februari 2015.

## Basisprincipe van geweldloze communicatie
Geweldloze communicatie helpt ons zodanig contact te maken met onszelf en met de ander dat ons natuurlijk mededogen kan stromen. Het wijst ons hoe we ons op een nieuwe manier kunnen uitdrukken en luisteren, door onze aandacht bewust te richten op vier gebieden:
- 1. wat we waarnemen (beschrijf de bestaande situatie zo neutraal mogelijk)
- 2. wat we voelen (beschrijf je subjectieve beleving erbij)
- 3. wat we nodig hebben (merk op aan welke behoeften niet wordt tegemoetgekomen)
- 4. wat we graag zouden willen om ons leven te verrijken (vertel welke veranderingen men wil bereiken)

Geweldloze communicatie wil ons intenser naar elkaar laten luisteren, brengen tot een dieper respect en groter inlevingsvermogen (mededogen), en een wederzijds verlangen kweken om vanuit het hart te geven. (Uit de samenvatting van hoofdstuk 1 van het boek Geweldloze communicatie van Marshall Rosenberg.)

## Werkzaamheden
Begin jaren 60 leidde Rosenbergs werk voor burgerrechtenactivisten tot de oprichting van het internationaal Centrum voor Geweldloze Communicatie.
Hij was lid van de ere-raad van de International Coalition for the Decade, een organisatie die uitdraagt het door de Verenigde Naties uitgeroepen huidig decennium als "International Decade for the Promotion of a Culture of Peace and Non-Violence for the Children of the World" (2001-2010).
Rosenberg heeft voor zijn werk meerdere prijzen ontvangen.
Zijn belangrijkste boek is:
- (2003) Nonviolent Communication: A Language of Life. Second Edition. Encinitas, CA:PuddleDancer Press. ISBN 1-892005-03-4
  - Geweldloze communicatie ISBN 90-5637-854-6, ISBN 978-9056378547 (druk 2)

In Nederland en België zijn ondertussen heel wat gecertificeerde trainers in geweldloze communicatie.